# Малое Горево
Малое Горево — деревня в составе Горевского сельсовета Уренского района Нижегородской области.

## Население
| 1897 | 1907 | 2002 | 2010 |
| ---- | ---- | ---- | ---- |
| 184  | ↗192 | ↘64  | ↘14  |

Национальный состав
Согласно результатам переписи 2002 года, в национальной структуре населения русские составляли  95% из 64 человек.